# La Colorada kommun
La Colorada är en kommun i Mexiko.   Den ligger i delstaten Sonora, i den nordvästra delen av landet, 1 500 km nordväst om huvudstaden Mexico City.
Följande samhällen finns i La Colorada:
- Tecoripa